# LAW & ORDER:Trial by Jury
LAW & ORDER: Trial by Jury（原題同じ）は、アメリカ・NBC（最終話のみtruTV、当時はCourt TV）で2005年3月3日から2006年1月21日まで放送されていた、ディック・ウルフ制作の法廷ドラマである。全1シーズン、13話。『LAW & ORDER』のスピンオフ作品の一つである。

## 解説
他の『LAW & ORDER』シリーズが、事件発生→犯人逮捕→裁判の流れを警察（「LAW」パート）および検察（ORDERパート）に着目して描くのに対し、本作はタイトルにもある通り法廷の陪審制をメインに据えており、検察側と弁護側双方の事前の準備や、陪審そのものが描かれる。
大ヒットシリーズに成長した本家、『LAW & ORDER:性犯罪特捜班』、『LAW & ORDER クリミナル・インテント』に続く4作目であったが、先3作に及ぶ人気を博すには至らず、1シーズン13話で打ち切られている。

## 登場人物
- トレイシー・カイバー（Bureau Chief Assistant District Attorney） - ビビ・ニューワース
- ケリー・ガフニー（地方検事補） - エミー・カールソン（英語版）
- ヘクター・サラザール（調査官） - カーク・アセヴェド
- クリス・ラヴェル（刑事）- スコット・コーエン（英語版）
- アーサー・ブランチ（地方検事） - フレッド・トンプソン
- レニー・ブリスコー（調査官） - ジェリー・オーバック